# Wichita Mountains Wildlife Refuge
Das Wichita Mountains Wildlife Refuge ist ein National Wildlife Refuge im südwestlichen Oklahoma. Es wird durch den US Fish and Wildlife Service verwaltet.

## Geschichte
Das Wichita Mountains Wildlife Refuge wurde im Jahr 1901 zunächst als Forest Reserve gegründet und 1905 teilweise in ein Wildlife Refuge umgewandelt, teils ergänzt, um Bisons und anderen gefährdeten Tieren einen Lebensraum zu bieten. Im Jahr 1970 wurde ein Teil des Gebiets zur Charon Gardens Wilderness Area erklärt.

## Geologie
Die Wichita Mountains sind geologisch betrachtet sehr alt. Sie entstanden vor etwa 500 Millionen Jahren.

## Flora und Fauna

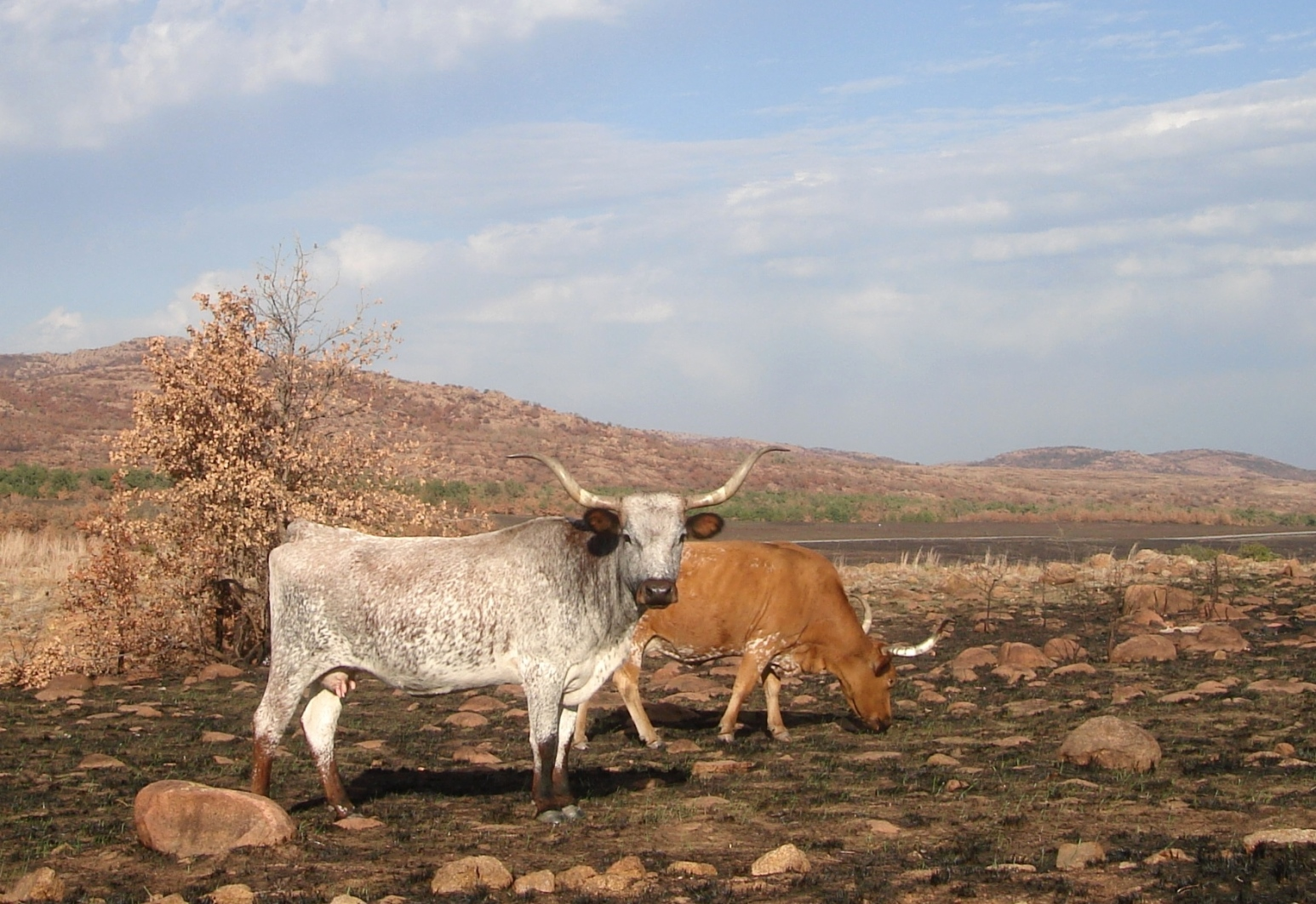
Texanische Longhorns

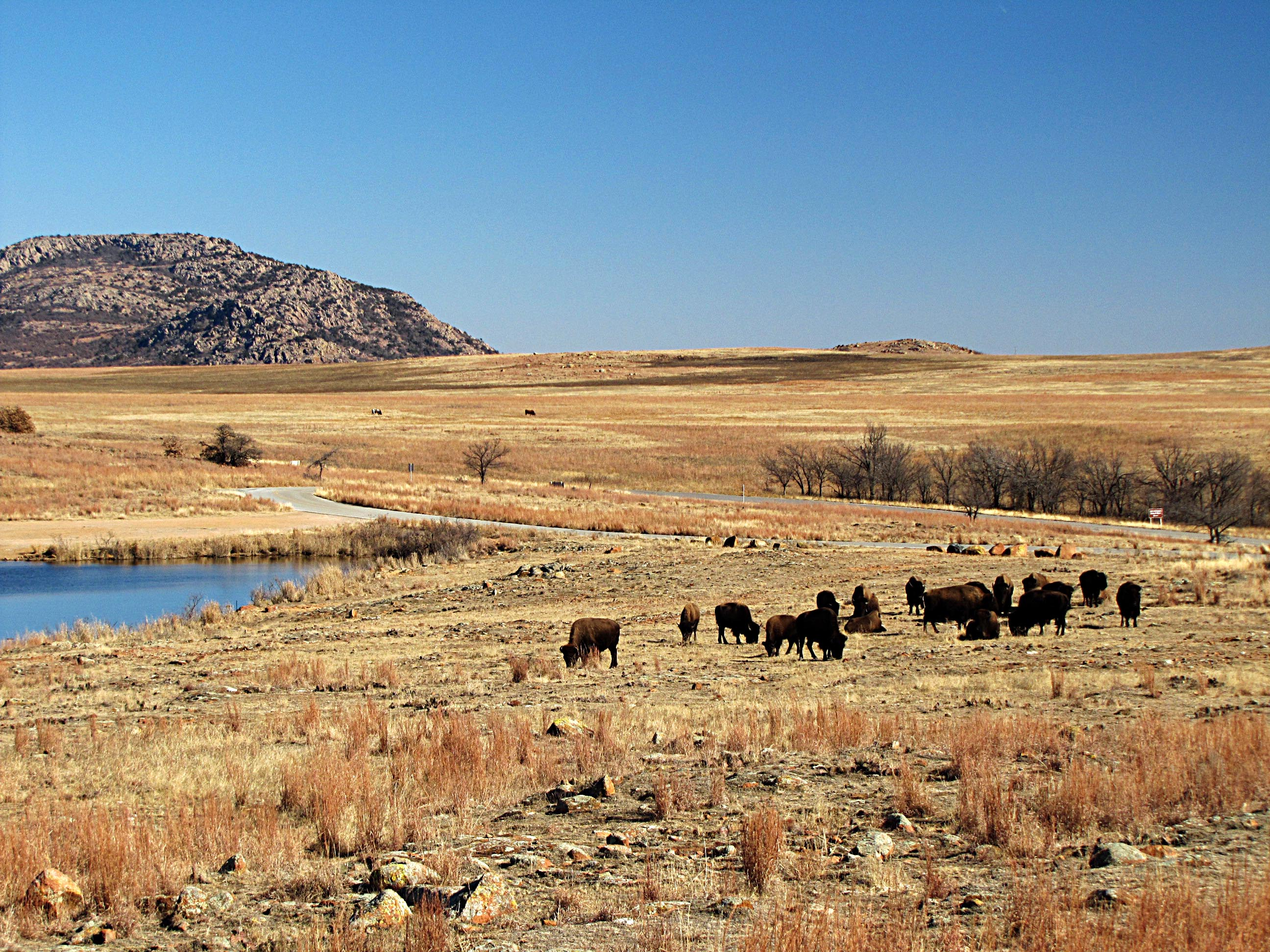
Typische Prärielandschaft mit grasenden Bisons

Flora und Fauna zeichnen sich durch eine – für die Region ungewöhnliche – Vielfalt aus. Es herrscht eine Mischung aus Arten, die für den Südwesten und für den Osten der USA typisch sind.
In den trockenen Gebieten kann die – für die Great Plains typische – Prärielandschaft beobachtet werden. Der Boden ist unfruchtbar und teilweise wüstenähnlich. Dagegen existieren in den feuchten Gebieten Eichenwälder, wobei die Schwarz-Eiche die häufigste der mindestens acht Baumarten ist.
Unter den im Naturschutzgebiet lebenden Tierarten sind mehr als 50 Säugetiere, 240 bis 280 Vögel, etwa 60 Reptilien und Amphibien und circa 35 Fische. Dominiert wird die Fauna von großen Tieren, die nach der Gründung des Parks ausgewildert wurden. Eine Bisonherde wurde 1907 begründet; heute hat sie eine Größe von 650 Individuen. Eine Wapitiherde wurde zwischen 1908 und 1912 aufgebaut. Sie zählt heute 700 Tiere. Zu den gefährlichsten Tieren im Naturschutzgebiet zählt die Texas-Klapperschlange.
Die Rinderrasse Texanisches Longhorn wurde 1927 in das Schutzgebiet gebracht. Diese Rinderrasse war in den 1920er Jahren vom Aussterben bedroht. Gerettet wurde sie durch den United States Forest Service, die eine kleine Herde sammelte, um sie ab 1927 im Wichita Mountains Wildlife Refuge grasen zu lassen. Für die nächsten Jahrzehnte wurde lediglich eine Erhaltungszucht betrieben. Heute gibt es 300 Texanische Longhorns im Schutzgebiet.

## Geografie

### Lage
Die Wichita Mountains liegen im Südwesten Oklahomas. Der Park schützt ihren östlichen Teil, während es in ihrem Westen den Quartz Mountain Nature Park gibt. Das Naturschutzgebiet befindet sich vollständig innerhalb des Comanche Countys. Mit einer Fläche von 238,8 Quadratkilometern ist es etwa so groß wie die Insel Malta. Die nächste größere Stadt ist Lawton. Die Entfernung zur Hauptstadt Oklahoma City beträgt etwa 135 Kilometer Luftlinie. Im Süden grenzt es an die Militärbasis Fort Sill und im Osten an den Lake Lawtonka an.

### Klima
Die Wichita Mountains befinden sich nach Köppen in der feucht-subtropischen Klimazone (Cfa). Im Frühling stellen Tornados eine Gefahr dar. Die Sommer sind trocken und heiß. Im Winter sind extreme Kälte und Schnee eher selten; Frost tritt hauptsächlich in der Nacht auf.
|                       | Jan | Feb | Mär | Apr | Mai | Jun | Jul | Aug | Sep | Okt | Nov | Dez |   |      |
| Mittl. Tagesmax. (°C) | 10  | 13  | 19  | 22  | 27  | 31  | 34  | 34  | 30  | 23  | 16  | 11  | ⌀ | 22,5 |
| Mittl. Tagesmin. (°C) | −4  | −1  | 3   | 8   | 14  | 18  | 21  | 20  | 15  | 9   | 2   | −2  | ⌀ | 8,6  |
|                       |     |     |     |     |     |     |     |     |     |     |     |     |   |      |
| Niederschlag (mm)     | 37  | 50  | 72  | 76  | 117 | 112 | 71  | 81  | 100 | 91  | 52  | 43  | Σ | 902  |

| −4 |

| −1 |

| 3 |

| 8 |

| 14 |

| 18 |

| 21 |

| 20 |

| 15 |

| 9 |

| 2 |

| −2 |

| −4 |

| −1 |

| 3 |

| 8 |

| 14 |

| 18 |

| 21 |

| 20 |

| 15 |

| 9 |

| 2 |

| −2 |

### Berge

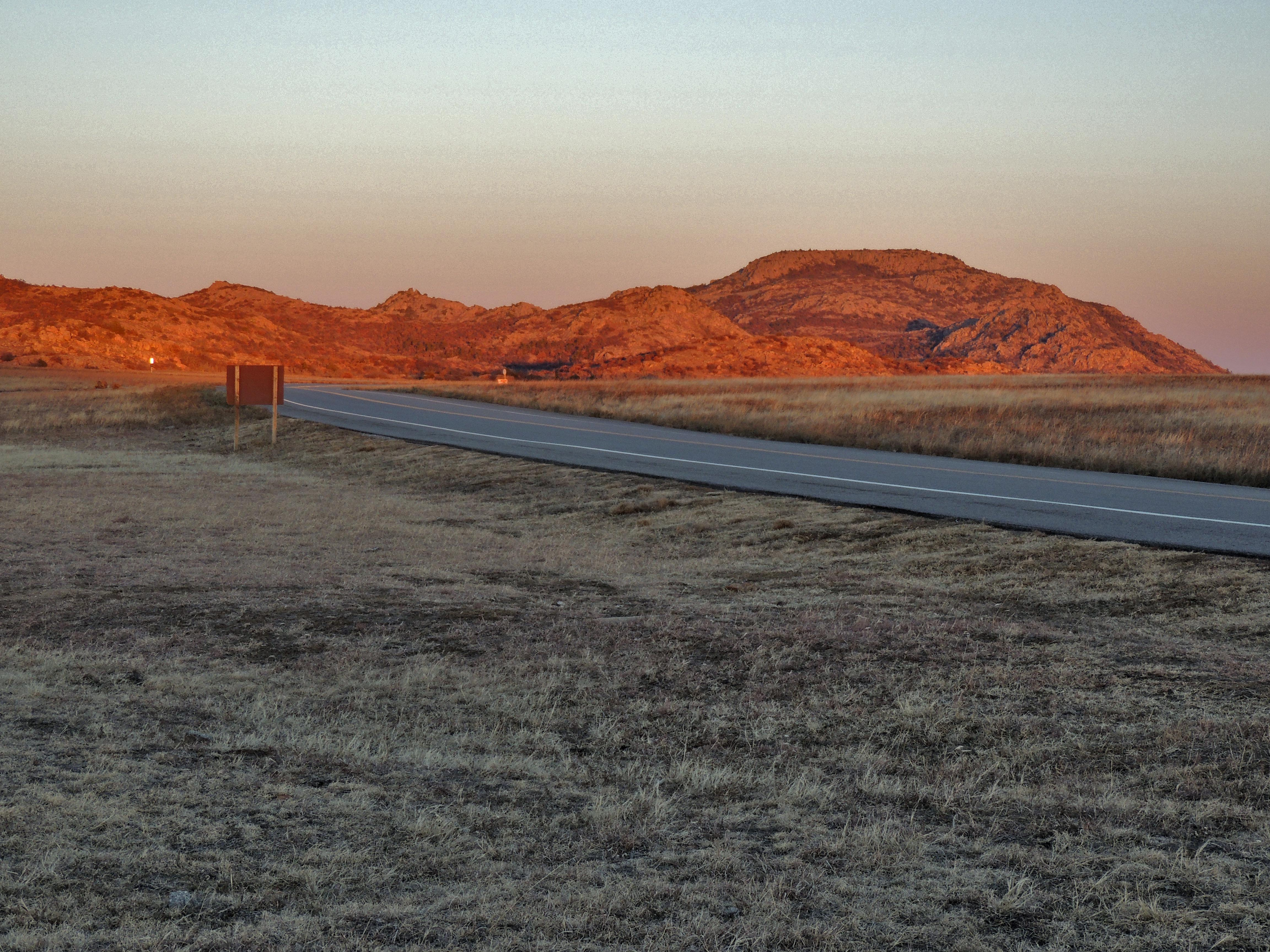
Der Mount Scott

Die höchste Erhebung im Naturschutzgebiet ist der 755 Meter hohe Mount Pinchot, gefolgt vom Mount Scott (751 m) und dem Mount Sheridan (742 m). Andere hohe Berge liegen außerhalb des Schutzgebietes. Der prominenteste Berg ist der Mount Scott, der bei Kletterern sehr beliebt ist.

### Gewässer
Es gibt zahlreiche Seen, darunter Stauseen, und Flüsse unterschiedlicher Größen.

## Verkehrsanbindung
Es existieren zwei Verkehrsstraßen, die durch den Park verlaufen. Der Oklahoma State Highway 115 verläuft in Nord-Süd-Richtung; der Oklahoma State Highway 49 in Ost-West-Richtung. Letzterer verbindet das Gebiet mit Lawton, wo die Interstate 44 Anschluss nach Oklahoma City und Tulsa im Norden und Wichita Falls im Süden schafft.
Von den beiden Straßen ausgehend gibt es fünf Ein- bzw. Ausfahrten in den Park: eine Ostausfahrt nach Medicine Park, eine Südausfahrt nach Cache, eine Südwestausfahrt nach Indiahoma, eine Westausfahrt, die zu keinem Ort führt und eine Nordausfahrt nach Meers.

## Tourismus und Freizeit

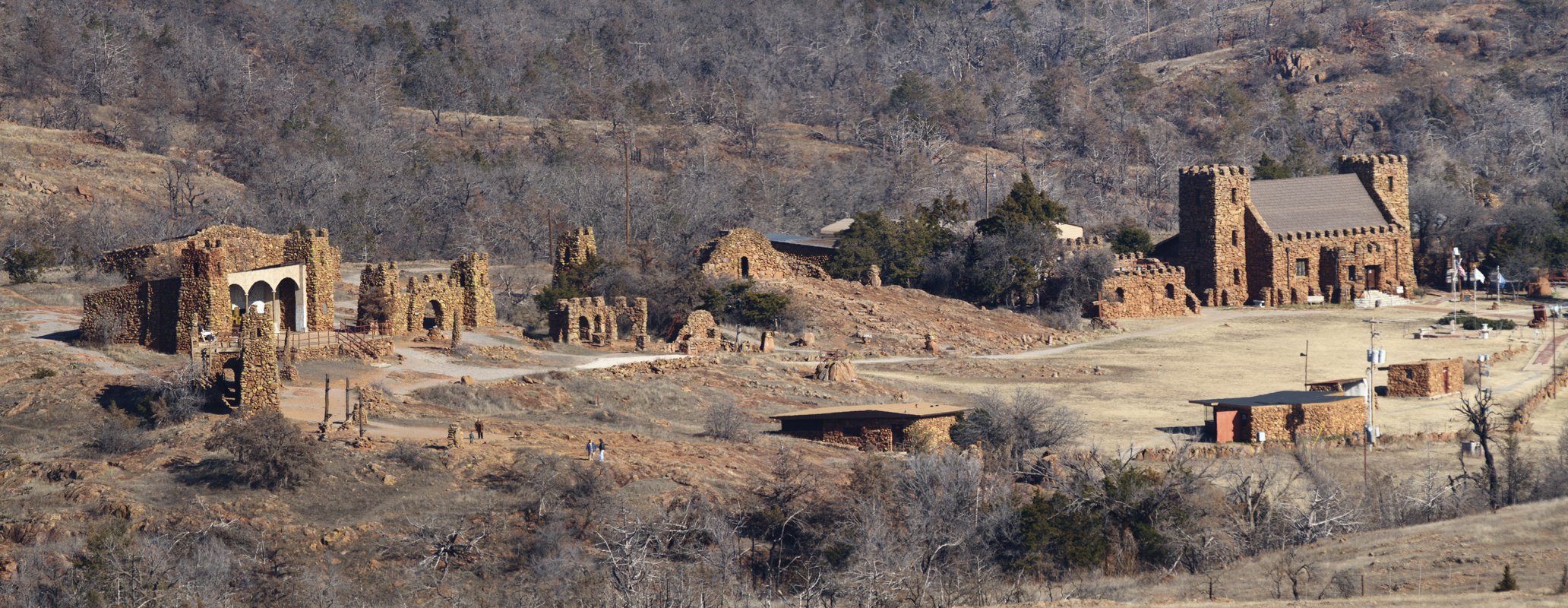
The Holy City of the Wichitas

Das Wichita Mountains Wildlife Refuge gehört zu den beliebtesten Ausflugszielen in Oklahoma. Das Oklahoma Department of Tourism and Recreation bezeichnete es als „schönsten Platz“ im Staat. Zwischen 1999 und 2012 schwankte die Besucherzahl bei leicht steigender Tendenz zwischen 1,2 und 1,8 Millionen im Jahr. Der Durchschnitt lag bei 1,5 Millionen.

### Übernachtungen
Im Naturschutzgebiet gibt es zwei Campingplätze:
- Der Doris Campground befindet sich in direkter Nachbarschaft zum Quanah Parker Lake.
- Der Fawn Creek Campground befindet sich in der Nähe der Charon Gardens Wilderness Area.

### Aktivitäten
- Insgesamt gibt es neun[17] Wanderwege mit einer Gesamtlänge von 25 Kilometern.[18] Der längste ist der Bison Trail mit einer Strecke von neun Kilometern; der kürzeste ist der Quanah Parker Trail mit 0,6 Kilometern.[17]
- An den Seen ist das Angeln grundsätzlich erlaubt.[19]
- Die Berge bieten gute Bedingungen zum Klettern.

### Sehenswürdigkeiten
In der Holy City of the Wichitas findet seit 1926 ein Passionsspiel statt, das damit das älteste in den Vereinigten Staaten ist.